# 高捷少年
高捷少年（Kaohsiung Metro Boys，縮寫K.M.B），為高雄捷運的男性虛擬代言人。推出高捷少女後，高雄捷運公司继续推出男性員工計畫。2016年1月30日，高雄捷運公司與PIXOSTYLE合作於鹽埕埔站舉辦「ACG100創作展」高雄場，推出第一位男性員工，開啟男性員工計畫。經歷半年後，高雄捷運公司於2016年9月推出「高捷戀旅」品牌意象，其中包含高捷虛擬員工計畫，以高捷少女及K.M.B作為計畫核心。
有別於萌系畫風，首位高雄捷運男性虛擬代言人「飛揚」由馬來西亞籍華人黃俊亮（Ooi choon liang）繪製，黃俊亮曾擔任《時光當舖》繪師；後續登場的男性員工「佩希多」、「時楷」、「李聃」則繼續與希萌創意合作，男性角色設定皆由高雄捷運公司與繪師共同設定。

## 角色

### 飛揚
站務員「飛揚（Fly）」是K.M.B計畫首位男性虛擬員工，以高雄捷運中央公園站作為發想來源。於2016年1月30日「高捷鹽埕埔站ACG100創作展」正式亮相，外表有著一頭蓬鬆、有活力的金髮，穿著一整套的高雄捷運站務員夏季制服；其名「飛揚」與中央公園站的雨庇標的物同名，最喜愛的車站為中央公園站，同時也擔任該站的男站務員。
「飛揚」的角色設定身高181公分、體重72.3公斤，生日11月29日，星座是幽默的射手座，血型為O型；個性設定為一名陽光、開朗及健康的男站務員，每一天都充滿著活力，只要有他在，就不愁沒有歡樂的笑聲；個性坦率，熱愛交朋友且珍惜每一份友情，甚至不惜為同仁們兩肋插刀；喜歡運動、冒險並嘗試各種不同的新事物；同時擅長哲學思考，因此擁有處理緊急事件的能力，最無法忍受須要面對沒有邏輯的人事物，也具備相當高的執行力，想到的事馬上就會付諸行動。
後因被劃入與雅朵一起主持的高捷品牌意象「高捷戀旅」而脫團。

### 佩希多
司機員「佩希多（Pacidal）」是K.M.B計畫的第二位男性員工，以高雄捷運世運站作為發想來源；於2016年11月25日美麗島站虛擬明星商店特區開幕時同步登場，外表有著一頭熱情、豪放不羈的紅髮，穿著高雄捷運司機員制服。
佩希多的角色設定為阿美族人，出生於台灣花蓮。相傳阿美族是一個崇尚太陽的民族，而佩希多家中先祖曾經擔任部落頭目，又被稱為王子，因此以阿美語將其命名為Pacidal，蘊含「太陽之子」的意思。其身高為183公分、體重71公斤，生日8月5日，是最擅長照顧身旁人的獅子座，血型是B型；個性為一名具備好勝心、自尊心高、行動力強、且有膽量、勇於冒險，對於家庭也相當重視的人物，表面上看起來豪放不羈，但心思十分細膩，無法容忍他人冒失的行為，因此時常協助公司內的同仁。
孩提時期夢想著成為出色的船長，大學畢業後出海跑船，但考慮到家裡雙親年紀稍大需要有人照顧，毅然決然辭去工作；輾轉來到高雄捷運公司就職，擔任司機員，引領乘客到下一站的使命感如同乘風破浪的船長，帶領乘客搭載夢想列車前行，使他熱愛自己的工作；駕駛捷運時也特別注重安全，行駛前一定再三檢查列車情形。
常說的話：「大海就跟星空一樣，未知又浩瀚。」

### 時楷
站務員「時楷（Sky）」是K.M.B計畫的第三位男性員工，執勤地點位於高雄捷運美麗島站，但他的由來卻是從網友的KUSO開始。
鑒於高捷少女小穹的高人氣，繪師喵四郎(nyaroro)製作了小穹的男性版本，設定為身高183公分、體重63.625公斤，光之穹頂則以胸章的型態呈現，其餘基本設定都與小穹相同。本來只是開玩笑，沒想到卻大受好評，最後成為高捷少年企劃的一角。
時楷的官方資料與初稿相比，調降了8公分的身高，多了6公斤的體重，生日也被拉到9月25日與小穹做區分。生性浪漫且喜愛藝術的他，就讀高雄的大學時，西子灣的夕照和駁二的各種展覽成為他生活的必需品。畢業後也留在高雄，但最愛的還是光之穹頂。喜歡光之穹頂與懂得欣賞其美好的旅客，但討厭沒教養與在捷運系統飲食的人。頗受小孩子與婆婆媽媽喜歡，常常被塞一些零食點心，但屬於易胖體質的他，在在意體重這點上與小穹相同。

### 李聃
站務員「李聃（Moon）」是高捷少年第4位成員，服務地點位於高雄捷運高雄車站。3月9日出身的雙魚座，身高175公分，體重63公斤，血型為A型。
李聃是名校畢業的高材生，但才華洋溢的陰柔外表下，卻是天然呆的個性，不過有時又會讓人懷疑他其實是在裝傻。平時會將生活上發生的趣事用手上的筆畫下來。但有時會因為專注於觀察人群，一不小心撞到垃圾桶或手滑弄掉整疊資料。位於不同部門的司機員同輩（佩希多），常常因為看不下去李聃的冒失而跑來幫他。
興趣是欣賞文學創作，崇善自然。特別喜愛高雄車站內的公共藝術「知其白，守其黑」，但討厭無趣的人（因為讓他無法取材）。

## 出版作品

### 輕小說
以高捷少年為題材的小說《前進吧！！高捷少年 路程》（ISBN 9789571075525）於2017年8月10日由尖端出版發行。作者為雷雷夥伴，插畫家是麻先みち。

### 漫畫
《前進吧！！高捷少年》漫畫由尖端出版於2018年10月5日出版，作者魏思佳。

## 相關頁面
- 高雄捷運
- 高捷戀旅
- 高捷少女

## 外部連結
- 高捷少年的Facebook專頁